# Huvixka
Huviška o Huvishka, transliteració en català Huvixka, fou un rei/emperador de la dinastia dels grans Kuixans (Kushan), successor de Kaniška I el Gran (amb un breu regnat enmig de Vsixka/Vsihka o Vsiška); es suposa que no era fill de Kanishka sinó probablement un germà menor. És conegut principalment per inscripcions i monedes; només hi ha una breu referència al llibre de la historia de Caixmir, el Rājataraṅgiṇī, i tota la resta són evidències numismàtiques i epigràfiques per lo que no se sap res de la història política del seu temps si bé per l'abundància de monedes d'or es considera que fou una època de prosperitat derivada segurament del comerç de la ruta de la seda, almenys fins a l'expansió després del 166 d'una epidèmia de variola procedent d'Occident que hauria aturat la prosperitat. El seu regnat se situa normalment vers 154-186 (29 a 60 de l'era de Kaniška, sent la primera data resultant del que consta al temple brahmin de Chaurasi Jaina a Mathurā mentre la darrera data deriva de la imatge del Kaṅkālī Tilla Jaina a Mathurā). Una inscripció a Mathura de l'any 77 de Kanishka (any 204) esmenta que havia fundat un monestir budista a Jamālpūr prop de Mathurā. Tot i això no només va governar a Mathura sinó que el seu govern està testimoniat també a Wardak (Afganistan) en una inscripció del any 51 (177) i al Rājatarangiṇī (llibre I, on se li dona el nom de “Hushka,” i on s'esmenten també “Djushka”/Vaješka i Kaniška) es diu que governava a Caixmir on hauria fundat la ciutat de Hushkapura.
Hi ha una extensa sèrie de monedes d'aquest rei, generalment d'or, que portan al davant una representació de la cara del rei en diverses posicions i els seus títols: "Šaonanošao oohški Košabo" (Rei de reis, Huviška el kuixan) en diverses ortografies. A la part del darrere un extens repertori de déus iranianes, índies i fins i tot clàssiques, totes indicades amb escriptura greco-bactriana, destacant Mithra, Nana, Vēš—an, Śiva o Heracles. La cara del rei apareix principalment de dos maneres: amb un gorro decorat amb un creixent o un sol; i amb una tiara amb moltes joies; aquesta segona versió és posterior a la primera, ja que la cara del rei en aquella és sensiblement més jove; s'ha suggerit que hi podia haver hagut dos reis de nom Huviška, però l'evidència no es concloent. Els experts consideren que aquestes monedes foren encunyades a dues ceques: a Peshawar i a Taxila (aquesta de manera menys segura). En una moneda hi ha una inscripció que ha sigut traduïda com “Kaṇiṣka, fill de Huviṣka,” que indicaria que el rei Huviṣka va tenir un fill anomenat Kaṇiṣka. El successor de Huviṣka fou Vasudeva; no se sap exactament quan es va produir la successió però hi ha una inscripció de Vasudeva datada el 190 o 193 (64 o 67 de l'era Kaniška). Per tant, Huviṣka va regnar almenys 33 anys, cosa dins el possible.
Hi hauria una estatua de Huviṣka al temple de Surkh Kotal 